# Annie Morrill Smith
Annie Morrill Smith (Brooklyn, 13 febbraio 1856 – 1946) è stata una botanica e briologa statunitense.
Fu in gran parte autodidatta, ma divenne nota per la Sullivant Moss Society.

## Biografia
Dal 1905/1906 al 1911 Smith fu l'unica curatrice di The Bryologist.

## Sullivant Moss Society
Da giovane, Annie Morrill Smith studiò Botanica all'estero e iniziò ad interessarsi alle briofite ed ai licheni.
In seguito, giunse a conoscere Elizabeth Gertrude Britton e Abel Joel Grout, cofondatori della Sullivant Moss Society.
Dopo la morte del marito, avvenuta nel 1899, Annie Morrill Smith divenne "Associate Editor" di The Bryologist, la pubblicazione della Società. Nel 1905, divenne formalmente la curatrice, ruolo che mantenne fino al 1911. In questo periodo, utilizzò gran parte delle sue ricchezze personali per garantire la solvenza della Società.
Prestò servizio come tesoriere della Società per 10 anni. Fu vicepresidente per sette anni e presidente per due anni.

## Genealogista
La sua attenzione per i dettagli la rese una genealogista spontanea. Pubblicò molti libri importanti, tra cui:
- Morrill Kindred in America
- Ancestors of Henry Montgomery Smith and Catherine Forshee
- From One Generation To Another